# Baszta pod Zrębem
Baszta pod Zrębem, nazywana też Basztą Atutową (niem. Trumpfturm) – zabytkowa późnogotycka baszta znajdująca się na Starym Przedmieściu w Gdańsku, w pobliżu Motławy, zachowana w ruinie. Sąsiednią basztą jest Baszta Biała.

## Historia
Sąsiednie Stare Przedmieście zostało przyznane przez Krzyżaków Głównemu Miastu najprawdopodobniej około 1342 roku, a w drugiej połowie XV wieku uzyskało mury obronne. Wojna trzynastoletnia (1454–1466) uświadomiła gdańszczanom konieczność otoczenia fortyfikacjami także Starego Przedmieścia. W latach 1463–1490 powstał długi na ponad 1 km ciąg murów z dwoma bramami i co najmniej siedmioma basztami, z których zachowały się tylko Baszta Pod Zrębem, Baszta Biała i fundamenty Baszty Nowej (odkopanej w maju 2018).
Baszta powstała w 1487 roku, jako ostateczne umocnienie średniowiecznych fortyfikacji Starego Przedmieścia. Początkowo miała cylindryczny kształt, z jedną ścianą ściętą (od północy). Posiadała ceramiczny dach stożkowy z niewielką sterczyną i czterema lukarnami oraz ganek strzelecki. Polska nazwa pochodzi od kształtu prostokątnego dachu, z dwoma narożnikami („zrębami”) nadwieszonymi nad zaokrąglonym murem baszty. W pierwszej połowie XVI wieku, w wyniku likwidacji hurdycji oraz przesklepienia najwyższej kondygnacji, utworzono na niej platformę umożliwiającą wykorzystanie artylerii, co osłabiło jednak konstrukcję baszty.
Po wybudowaniu nowej linii zewnętrznych fortyfikacji (nowożytnych) w XVII wieku, baszta straciła znaczenie obronne i została zamieniona na magazyn wojskowy. W XIX wieku została poddana konserwacji. Pod koniec XIX wieku większość fortyfikacji otaczających Gdańsk uległa rozbiórce. Baszta przetrwała II wojnę światową, a w latach 60. XX wieku zostały przeprowadzone prace zabezpieczające. W wyniku braku prac konserwatorskich, w 1975 roku runął północno-zachodni narożnik baszty, a podczas wichury 3 marca 1982 zawaliła się cała północna część baszty. Obecnie jest ogrodzona i zabezpieczona przed dalszym zawaleniem.

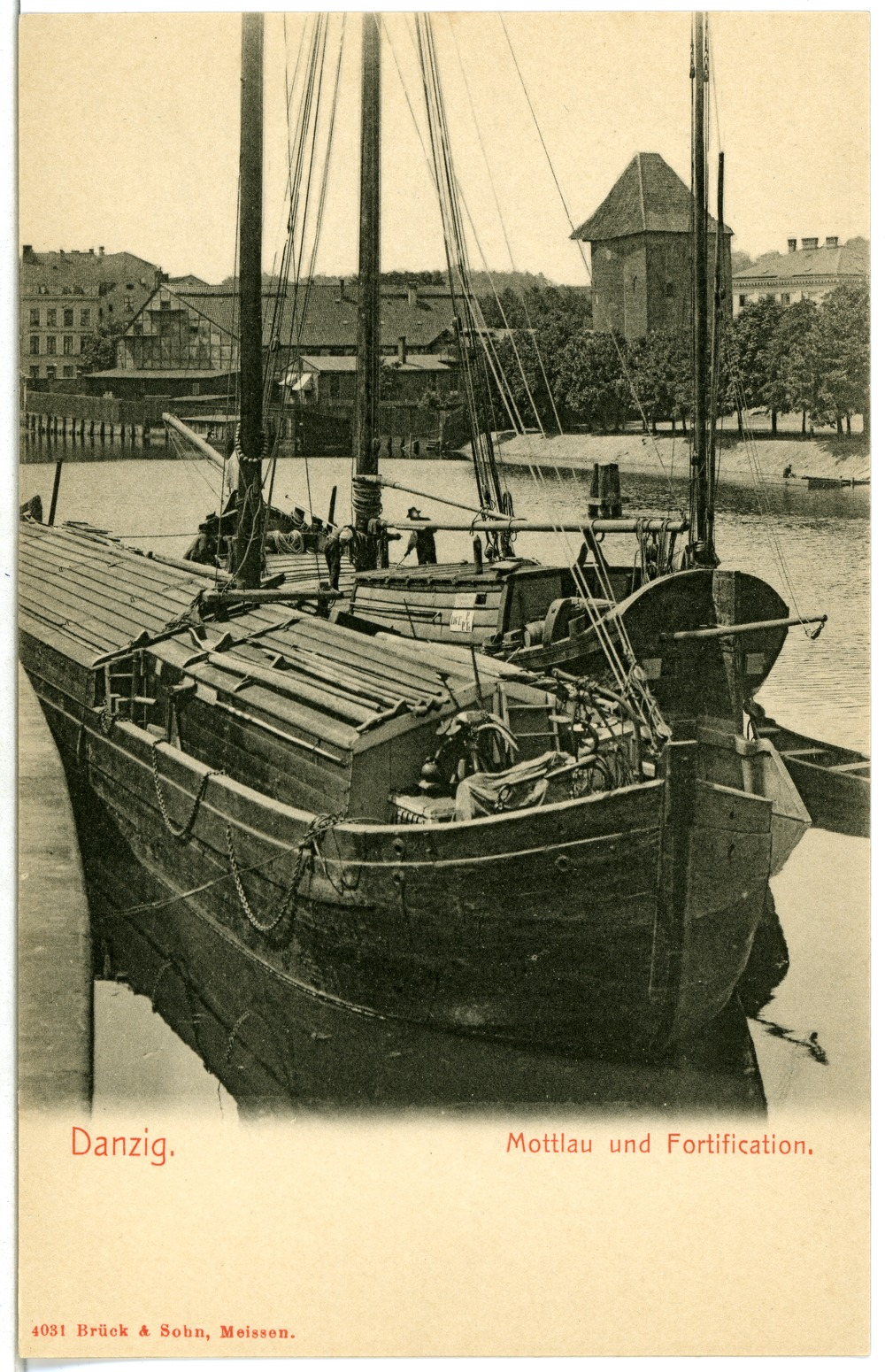
Baszta z otoczeniem, na pierwszym planie Motława, 1903
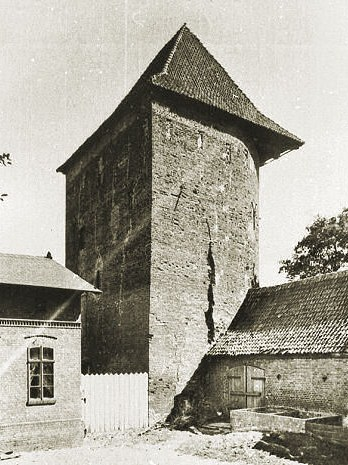
Baszta, ok. 1900
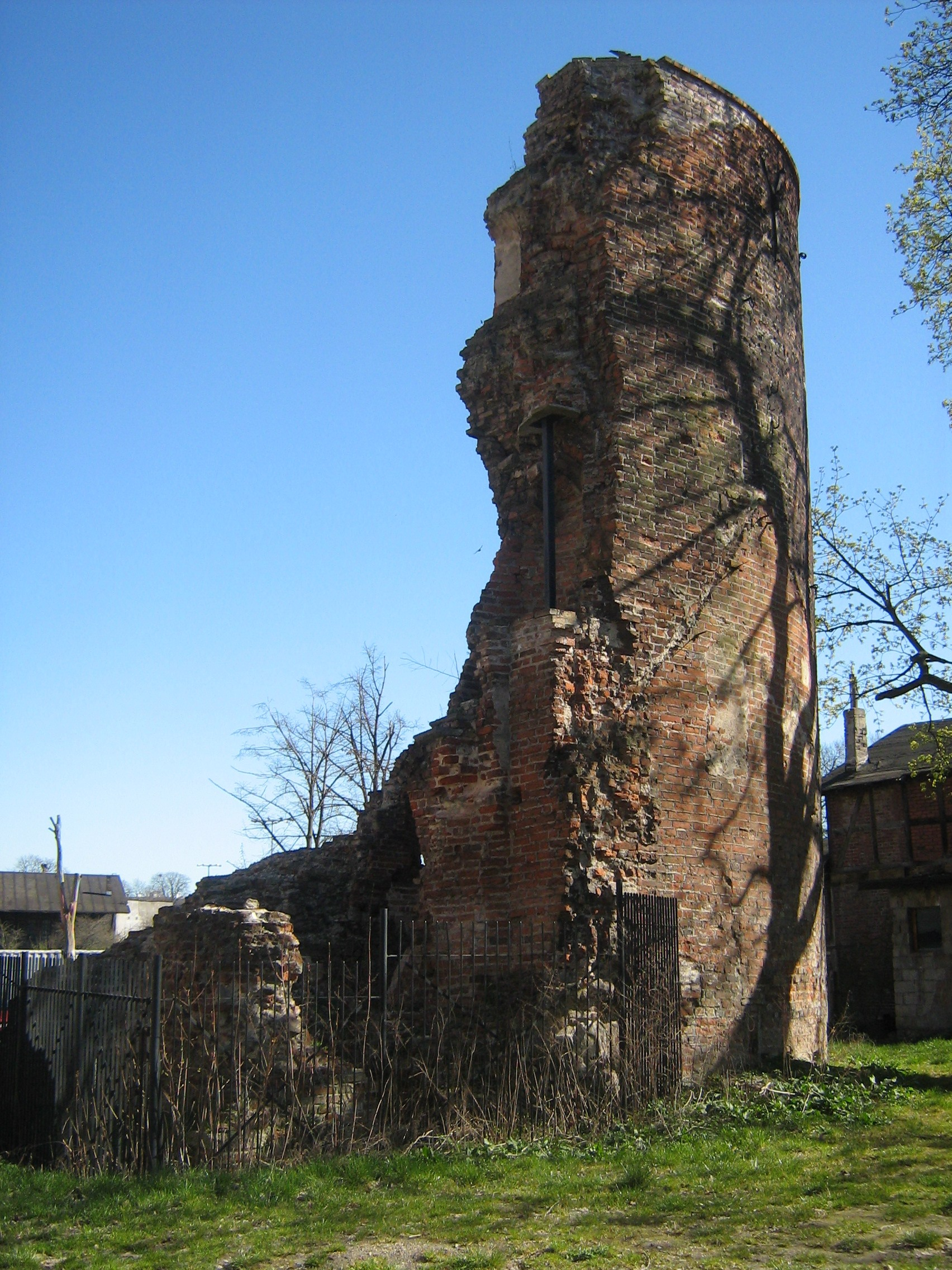
W 2007
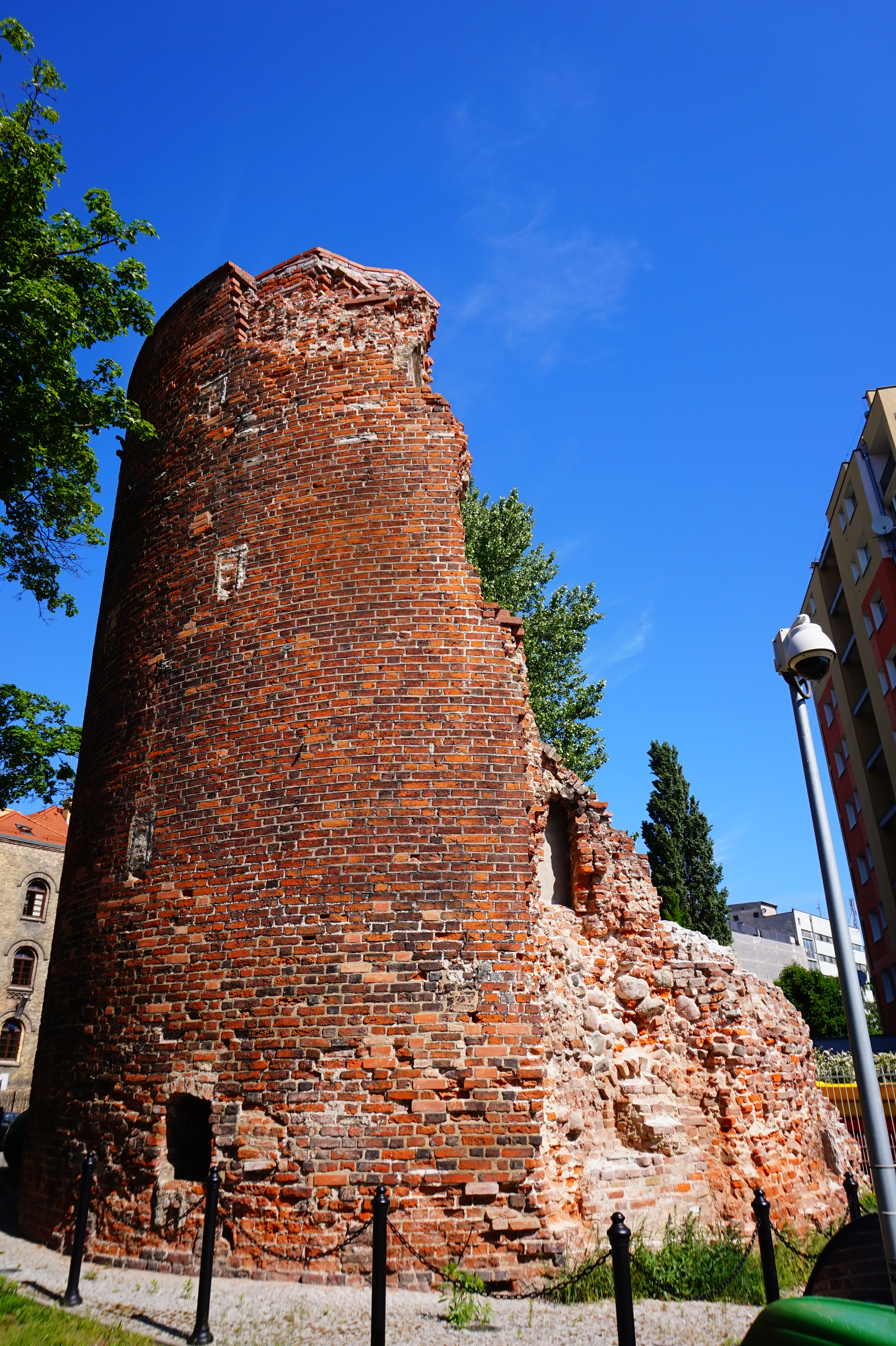
W 2016